# Крепкое (Бахчисарайский район)
Кре́пкое (до 1945 года Черке́з-Керме́н; укр. Кріпке, крымскотат. Çerkez Kermen, Черкез Кермен) — исчезнувшее село в Бахчисарайском районе Республики Крым (согласно административно-территориальному делению Украины — Автономной Республики Крым), находилось на юго-западе района, у самой границы с Балаклавским районом Севастополя. В административном отношении территория, на которой было расположено село, относится к Красномакскому сельсовету.

## Название
Историческое название села Черкез-Кермен означает в переводе с крымскотатарского «черкесская крепость» (çerkes, çerkez — черкес, kermen — крепость). По одной из версий поселение получило название не по причине проживания в нём черкесов, а по прозвищу основателя.

## История
Черкез-Кермен располагался у подножия пещерного города Эски-Кермен и средневекового замка Кыз-Куле, первоначальное название которого (Черкез-Кермен), по версии Петра Кеппена, происходит от имени Черкеса (Кути-Бея или Кутлуг-бея), встречаемого в договорах татар с Каффой 1381 и 1387 года, в свою очередь перешедшее на село. Возможно, селение существовало одновременно с крепостью, с византийских времён (VI век). В средние века деревню, как и всю округу, населяли потомки готов, сам Черкез-Кермен входил в состав княжества Феодоро, видимо, в вотчину владетеля возвышающегося над бывшим селом замка Кыз-Куле, а, после падения Мангупа в 1475 году — в Мангупский кадылык Кефинского эялета Османской империи. Черкез-Кермен впервые упоминается в материалах переписей Кефинского санджака 1520 года: в находящемся в подчинении Инкирману селении Черкез-Кирман проживало 5 семей и 3 взрослых холостяков мусульман и 72 семьи (из них 7 — потерявших мужчину-кормильца) немусльманских. На 1542 год Черкез-Кирман входил в подчинение уже Балыклагу и был чисто христианским селением: описана 51 семья (из них 7 «овдовевших») и 25 неженатых мужчин. По налоговым ведомостям 1634 года в селении числилось 32 двора немусульман, из них 7 дворов выселившихся: в Агутку, Качи-Калйан, Бешев, Кубу и Камаре — по 1 двору, в Коуш — 2 двора. Также селение встречается в джизйе дефтера Лива-и Кефе 1652 года (Османских налоговых ведомостях), где перечислены 18 имён и фамилий христиан-налогоплательщиков и в фирмане османского султана Мехмеда IV от 1672 года, которым земли Черкез-Кермена были пожалованы в пользование некоему Субхан Газы-Аге. Документальное упоминание селения встречается в «Османском реестре земельных владений Южного Крыма 1680-х годов», согласно которому в 1686 году (1097 год хиджры) Черкес-Кирман входил в Мангупский кадылык эялета Кефе. Всего упомянуто 53 землевладельца, из которых 23 иноверца (христиане), владевших 1110-ю дёнюмами земли. После обретением ханством независимости по Кючук-Кайнарджийскому мирному договору 1774 года «повелительным актом» Шагин-Гирея 1775 года селение было включено в Крымское ханство в состав
Бакчи-сарайского каймаканства Мангупскаго кадылыка, что зафиксировано и в Камеральном Описании Крыма 1784 года. За это время христианское население Крыма, в том числе греки-урумы Черкез-Кермена — согласно «Ведомости о выведенных из Крыма в Приазовье христианах» А. В. Суворова — 307 человек (в ведомости митрополита Игнатия также значится Черкез-Кермена, но без указания числа переселенных семей), были в 1778 году переселены в Приазовье. Перед выселением в Черкез-Кермене имелись церковь Св. Федора Тирона и Стратилата и 60 дворов (по контексту — храстианских); по другому регистру ведомости пустовало 55 дворов. В ведомости «при бывшем Шагин Герее хане сочиненная на татарском языке о вышедших християн из разных деревень и об оставшихся их имениях в точном ведении его Шагин Герея» и переведённой 1785 году, содержится список 56 жителей-домовладельцев деревни Черкес Кермен, с подробным перечнем имущества и земельных владений. У 20 жителей числилось по 2 дома, у 2 — по 3 дома, 12 домов разорены, у Кая Мухаил записана только «по бельбецкой дороге пашня 1 в Алис топе» без указания жилья, у части хозяев имелись кладовые. Из земельных владений перечисленны пашни и луга (сенокосы), несколько льняных полей, садов не числится. Также содержится приписка, что «сия деревня отдана в замен коллежскому советнику Мегмет аге в замену за отведеную им свою землю при урочище Диздар отар 500 десятин». На новом месте переселенцы, вместе с выходцами из Карани и Мармары, основали село Карань — ныне Гранитное, Тельмановского района Донецкой области.

После присоединения Крыма к России (8) 19 апреля 1783 года, (8) 19 февраля 1784 года, именным указом Екатерины II сенату, на территории бывшего Крымского Ханства была образована Таврическая область и деревня была приписана к Симферопольскому уезду. После Павловских реформ, с 1796 по 1802 год, входила в Акмечетский уезд Новороссийской губернии. Упоминается Черкез-Кермен под 1794 годом в труде Петра Палласа «Наблюдения, сделанные во время путешествия по южным наместничествам Русского государства»
…башня старого укрепления, называемого татарами Черкез-Кермен, давшая своё название близлежащей деревне, где прежде жили греки, теперь же живут только татары.
 По новому административному делению, после создания 8 (20) октября 1802 года Таврической губернии, Черкез-Кермен был включён в состав Чоргунской волости Симферопольского уезда.

По Ведомости о всех селениях в Симферопольском уезде состоящих с показанием в которой волости сколько числом дворов и душ… от 9 октября 1805 года, в 36 дворах деревни числилось 242 жителя, из них 196 крымских татар и 46 цыган. На военно-топографической карте генерал-майора Мухина 1817 года в деревне обозначено 40 дворов. После реформы волостного деления 1829 года Черкез-Керман, согласно «Ведомости о казённых волостях Таврической губернии 1829 года», отнесли к Дуванкойской волости (переименованной из Чоргунской). Историк-любитель генерал Ф. А. Козен в записях о посещении Эски-Кермена того же года считал находившиеся в селении пещеры древними наблюдательными пунктами города Шарль Монтандон в своём «Путеводителе путешественника по Крыму, украшенный картами, планами, видами и виньетами…» 1833 года описал Черкез-Кермен того времени 
Эта деревня, зажатая среди скал, вероятно, изрытых водой, удивляет своим необычным расположением и конструкцией домов. Большинство из них выходят на улицу (которая является ни чем иным, как длинным, извилистым коридором, по которому с неистовой силой дует ветер) фасадом, снабженным дверью и отверстиями, через которые проникает дневной свет. Другую сторону этих жилищ совершенно особого рода, как и их потолок, образует сама скала. Над небольшой новой мечетью, расположенной посреди деревни, видны углубления, из которых вытекает чистая, прозрачная вода.
Ф. Дюбуа де Монпере в труде 1939 года считал гроты Черкез-Кермена «древне изрытыми пещерами троглодитского города» то есть, Эски-кермена (фр. des anciennes excavations d'nne ville troglodytique), состоящими из многих этажей. На карте 1842 года в деревне обозначено 45 дворов,
В 1860-х годах, после земской реформы Александра II, деревня осталась в Дуванкойской волости. Согласно «Списку населённых мест Таврической губернии по сведениям 1864 года», составленному по результатам VIII ревизии 1864 года, Черкез-Керман — владельческая татарская деревня, с 50 дворами, 346 жителями и мечетью при фонтане. По обследованиям профессора А. Н. Козловского начала 1860-х годов, в селении имелись колодцы с пресной водой глубиной от 2 до 8 саженей,. На трёхверстовой карте Шуберта 1865—1876 года в Черкез-Кермане обозначено 44 двора. Григорий Караулов в статье 1872 года описывал деревню с единственной улицей, вдоль которой лепятся татарские домики, на задах которых иеются многочисленные пещерыЭ, приспособленные жителями для хозяйственных нужд. На 1886 год в деревне Черкез-Керман, согласно справочнику «Волости и важнѣйшія селенія Европейской Россіи», проживал 371 человек в 56 домохозяйствах, действовала мечеть. В «Памятной книге Таврической губернии 1889 года» по результатам Х ревизии 1887 года в деревне, уже Каралезской волости, числилось 96 дворов и 492 жителя На подробной карте 1890 года обозначено 84 двора с татарским населением.
После земской реформы 1890-х годов деревня осталась в составе преобразованной Каралезской волости. Согласно «…Памятной книжке Таврической губернии на 1892 год», в деревне Черкез-Кермен, входившей в Тебертинское сельское общество, числилось 542 жителя в 88 домохозяйствах, владевшие 750,5 десятинами земли. По переписи 1897 года в Черкез-Кермене было 522 жителя, все крымские татары. По «…Памятной книжке Таврической губернии на 1902 год» в деревне Черкез-Карман, входившей в Тебертинское сельское общество, числилось 542 жителя в 86 домохозяйствах. В 1911 году в деревне построено новое здание мектеба, значит, начальная мусульманская школа существовала и ранее. По Статистическому справочнику Таврической губернии. Ч.II-я. Статистический очерк, выпуск шестой Симферопольский уезд, 1915 год, в деревне Черкез-Кермен Каралезской волости Симферопольского уезда числилось 125 дворов с татарским населением в количестве 651 человек приписных жителей и 67 — «посторонних». В общем владении было 502 десятины удобной земли, все дворы с землёй. В хозяйствах имелось 182 лошадей, 40 волов, 71 корова, 105 телят и жеребят и 320 голов мелкого скота.

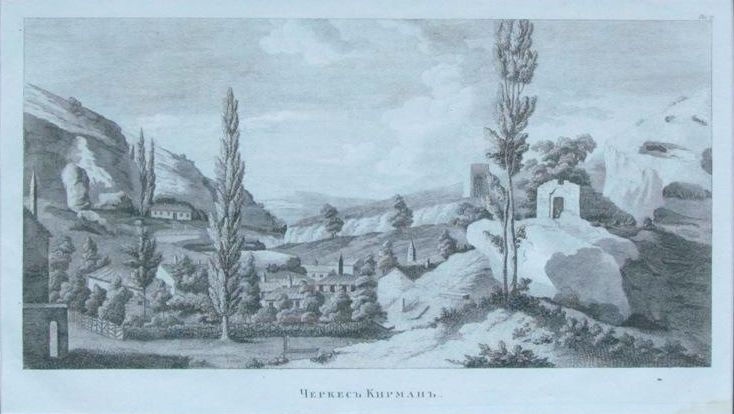
Рисунок А. де Палдо Из альбома ко второй части издания П. И. Сумарокова «Досуги крымского судьи или Второе путешествие в Тавриду», 1805 г.
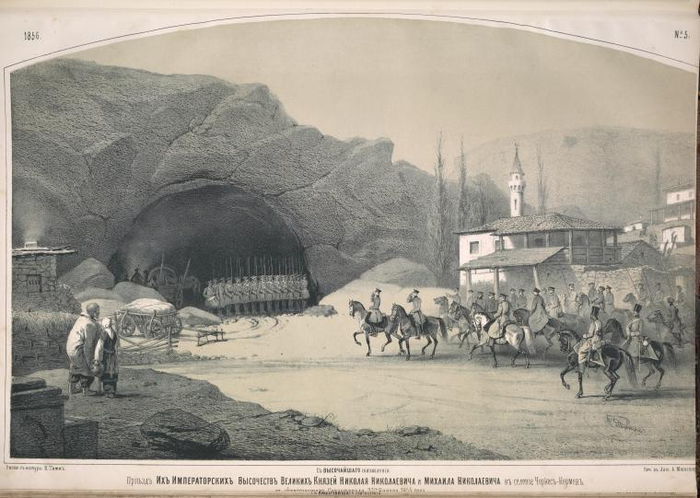
Приезд в Черкез - Кермен Великих князей Николая Николаевича и Михаила Николаевича. Русский художественный листок, 1856 г.
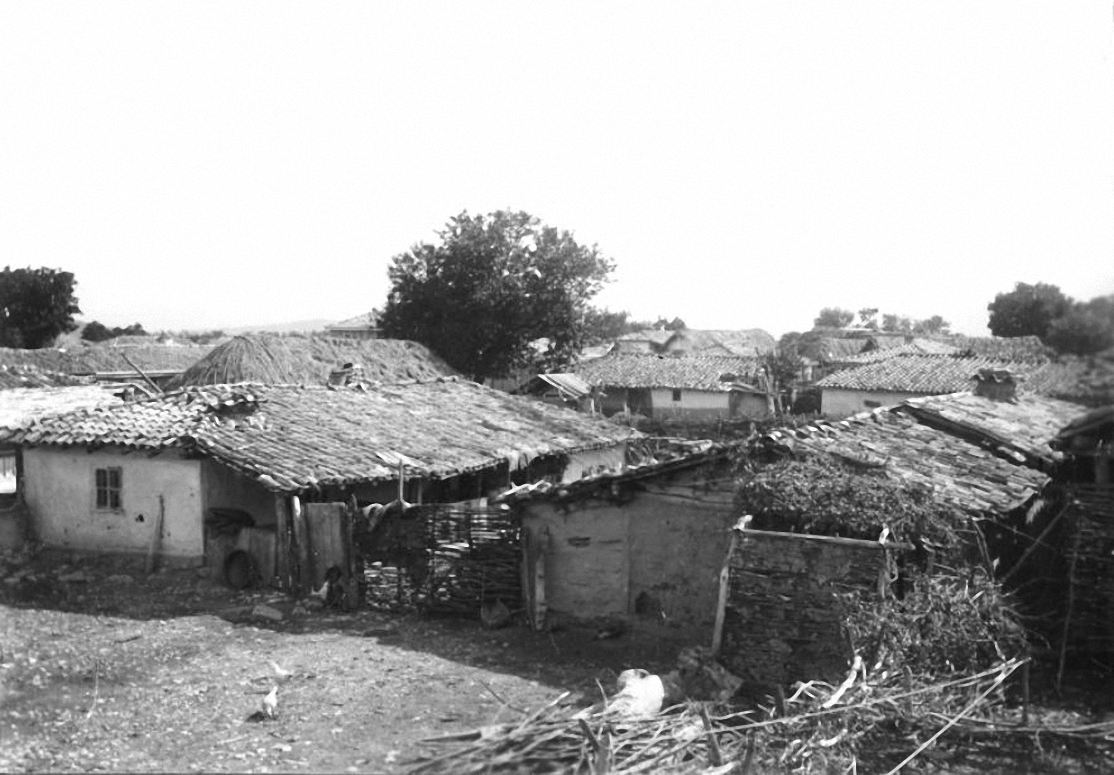
Фото Антон Юлиус Стуксберг, 1897
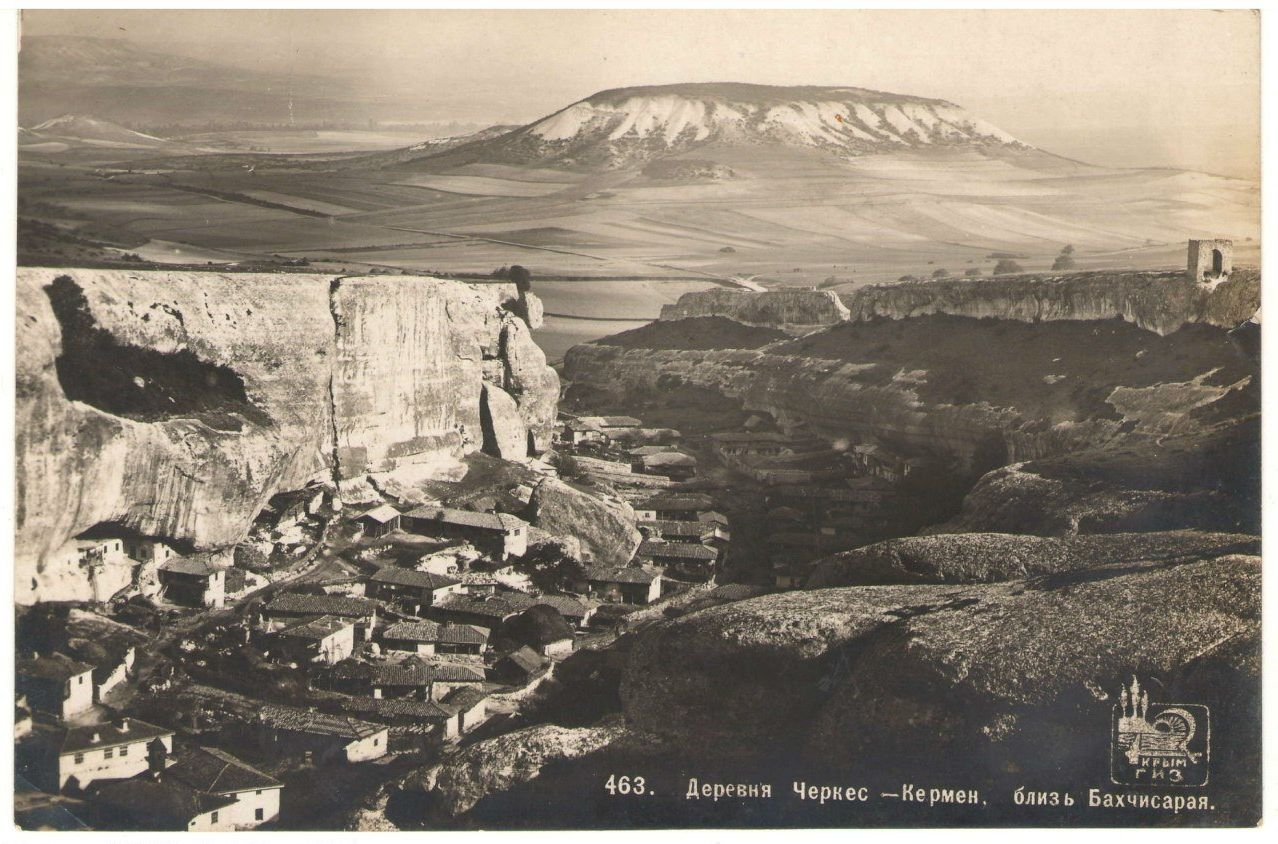
Черкез-Кермен, 1912 г.

После установления в Крыму Советской власти, по постановлению Крымревкома от 8 января 1921 года была упразднена волостная система и село вошло в состав Бахчисарайского района Симферопольского уезда (округа), а в 1922 году уезды получили название округов. 11 октября 1923 года, согласно постановлению ВЦИК, в административное деление Крымской АССР были внесены изменения, в результате которых был создан Бахчисарайский район и село включили в его состав. Согласно Списку населённых пунктов Крымской АССР по Всесоюзной переписи 17 декабря 1926 года, в селе Черкез-Кермен, центре Черкез-Керменского сельсовета Бахчисарайского района, числилось 148 дворов, из них 147 крестьянских, население составляло 678 человек (346 мужчин и 332 женщины). В национальном отношении учтено 673 татарина и 5 русских, действовала татарская школа.
В 1929 году в деревне насчитывалось 151 хозяйство (семья). С 1935 года Через-Кермен административно входил в Куйбышевский район. По данным всесоюзной переписи населения 1939 года в селе проживало 644 человека. Во время обороны Севастополя в окрестностях деревни проходила первая линия обороны города.
После освобождения Крыма, согласно Постановлению ГКО № 5859 от 11 мая 1944 года, все крымские татары были депортированы в Среднюю Азию. На май того года в селе учтено 565 жителей (139 семей), все крымские татары, было принято на учёт 88 домов спецпереселенцев. 12 августа 1944 года было принято постановление № ГОКО-6372с «О переселении колхозников в районы Крыма», по которому в район из сёл УССР планировалось переселить 9000 колхозников и в сентябре 1944 года в район приехали первые новоселы (2349 семей) из различных областей Украины, а в начале 1950-х годов, также с Украины, последовала вторая волна переселенцев. С 25 июня 1946 года Крепкое в составе Крымской области РСФСР. Указом Президиума Верховного Совета РСФСР 21 августа 1945 года село Черкез-Кермен переименовали в Крепкое (Черкез-Керменский сельсовет — в Крепковский). 26 апреля 1954 года Крымская область была передана из состава РСФСР в состав УССР. Время упразднения сельсовета пока не установлено: на 15 июня 1960 года село числилось в составе Красномакского сельсовета. В декабре 1962 года Куйбышевский район, согласно указу Президиума Верховного Совета УССР «Об укрупнении сельских районов Крымской области» от 30 декабря 1962 года, ликвидировали и село административно было переподчинено Бахчисарайскому району, из списков которого исключено в 1999 году.

## Современное состояние
После возвращения крымских татар из мест депортации группа уроженцев Черкез-Кермена решила восстановить село, для чего подала соответствующую заявку в Красномакский сельсовет. Заявка, однако, удовлетворена не была, а территория бывшего села была в 2002 году выделена частному лицу, организовавшему на ней коневодческую и свиноводческую фермы.

### Динамика численности населения
| - 1520 год — 281 чел. - 1542 год — 273 чел. - 1805 год — 242 чел. - 1864 год — 346 чел. - 1886 год — 23 чел. - 1889 год — 482 чел. - 1892 год — 542 чел. | - 1897 год — 522 чел. - 1902 год — 542 чел. - 1915 год — 651/67 чел. - 1926 год — 678 чел. - 1939 год — 644 чел. - 1944 год — 565 чел. |